# Lapu-Lapu, Philippines
Lapu-Lapu, gọi chính thức là Thành phố Lapu-Lapu (tiếng Cebu: Dakbayan sa Lapu-Lapu, tiếng Filipino: Lungsod ng Lapu-Lapu) là một "thành phố đô thị hoá cao độ" tại vùng Trung Visayas, Philippines. Thành phố Lapu-Lapu nằm trong Metro Cebu, vùng đô thị lớn thứ hai của Philippines. Về mặt địa lý thì thành phố nằm trong tỉnh Cebu, song độc lập với tỉnh về mặt hành chính và chỉ được xếp chung vì mục đích thống kê. Theo điều tra dân số vào năm 2015, thành phố có 408.112 cư dân.
Thành phố nằm trên đảo Mactan, cách vài km ngoài khơi đảo Cebu. Một số barangay của thành phố nằm trên quần đảo Olango . Thành phố Lapu-Lapu được nối với thành phố Mandaue trên đảo chính Cebu qua cầu Mactan-Mandaue và cầu Marcelo Fernan. Sân bay quốc tế Mactan-Cebu nằm trên địa phận thành phố, đây là sân bay nhộn nhịp thứ hai của Philippines.
Trong thế kỷ XVI, đảo Mactan bị người Tây Ban Nha thuộc địa hoá. Thị trấn Opon được thành lập vào năm 1730 và trở thành một thành phố vào năm 1961. Đô thị được đổi tên theo Datu Lapu-Lapu, ông là vị tù trưởng của đảo từng lãnh đạo đánh bại nhà thám hiểm Ferdinand Magellan vào năm 1521 trong trận Mactan. Thành phố Lapu-Lapu phát triển nhanh về thương nghiệp, một số hãng thương nghiệp và công nghiệp tại thành phố thuộc vào hàng lớn nhất toàn quốc.